# Музикален тон
Вижте пояснителната страница за други значения на Тон.
Музикалният тон (от музика, и тон – от гръцки: τόνος; на латински: vox, sonus; на немски: Ton; на английски: musical tone, musical pitch) е звук с постоянна честота. Тоновете се различават по височина, времетраене, сила и тембър. Записването на тоновете става чрез ноти.
Музикалният тон също така е разстоянието между основни степени и е равен на 2 полутона.

## Тон и шум
Когато дадено тяло трепти, в околната среда възникват така наречените звукови вълни. Когато средата е въздух, те достигат до ухото и предизвикват усещането за звук. Звуковете биват два вида – тонове и шумове. Тон се нарича прост звук с равномерно, периодично трептене с определена честота, а шум – смесицата от трептения с непостоянен и неопределен брой.

## Характеристика

### Трайност
Трайност на тона е продължителността на времето, през което звуковите вълни предизвикват възприятие за тон.

### Тембър
Тембърът на тона е негово качество, чрез което сме способни да различаваме отделни инструменти и гласове. Той се формира в зависимост от обертоновете.

### Сила
Силата на тона е в пряка зависимост от големината на амплитудата, която се получава при трептенето. Колкото тя е по-висока, толкова по-силен бива тонът.

### Обертонове
Въпреки че теоретично е възможно, в природата не съществува прост тон. Всеки тон е съчетание от други, които имат по-голяма височина от него и се наричат обертонове (хармонични тонове). Техният брой е неограничен (практически са доказани до 40, като първите 16 от тях могат да бъдат нотирани на петолиние) и са резултат на явлението, че освен с основната част от масата си, различните части от звуковъзпроизвеждащото тяло трептят със собствени честоти. Тонът, който звучи най-силно, се възприема от ухото като единствен. Редът, в който се нареждат обертоновете, се нарича натурален звукоред. Тоновете от него могат да бъдат чути примерно при флажолет при струнните инструменти.

### Височина
Височината на тона се определя от честотата на звука. С увеличаването на броя на трептенията за единица време се увеличава височината на тона. Човешкото ухо може да възприеме тонове, чиято честота е между 16 и 20 000 Hz (херца). (С възрастта горната граница на чуване се намалява.) Тонове над 4000 Hz рядко се употребяват в музиката. Тоновете, чиято честота на трептене излиза извън рамките на споменатия диапазон, практически са недоловими за човешкия слух. Тонове с честота на трептене под 16 херца се наричат инфразвуци, а над 20 000 херца – ултразвуци.

## Камертон и тон „ла“
За установяване на абсолютната и постоянна височина на тоновете се използва уред, наречен камертон, който издава винаги тона ла от първа октава.
| Година      | Hz  | Място                              |
| 1788        | 409 | Париж                              |
| 1850        | 442 | Виена, Берлин                      |
| 1858        | 435 | Париж, интернационална конференция |
| 1885        | 435 | Виена, интернационална конференция |
| 1939 и 1941 | 440 | Интернационално споразумение       |

## Музикална система, звукоред и основни степени
Музикална система се нарича групата от тонове, които са подредени в определни съотношения по височина, при което дадени тонове звучат устойчиво (при прозвучаване се създава чувство за завършеност) и неустойчиво едни спрямо други в рамките на системата. Музикалната система се нарича още лад.
Звукоредът представлява сбор от всички тонове на музикалната система, подредени по височина. Той бива разделен на няколко групи от сходни тонове, които периодично се появяват с различни височини. Тези групи имат наименованието октави, а тоновете, от които са съставени, са наречени основни степени.

## Цял тон, полутон, четвърт тон
Полутон е най-малкото разстояние между два тона (при темпериран строй), докато четвърт тонът е разположен между и на равни разстояния (интервали) от два последователни полутона. Цял тон разстояние е равно на два полутона и четири четвърт тона. Интервалите между всички основни степени са с големина един тон, освен между ми-фа и си-до.
Една октава съдържа 12 полутона (или 24 четвърт тона).